# 114156 Eamonlittle
114156 Eamonlittle este un asteroid din centura principală de asteroizi.

## Descriere
114156 Eamonlittle este un asteroid din centura principală de asteroizi. A fost descoperit pe 4 noiembrie 2002 la La Palma de A. Fitzsimmons și I. P. Williams. Asteroidul prezintă o orbită caracterizată de o semiaxă mare de 2,93 ua, o excentricitate de 0,02 și o înclinație de 2,7° în raport cu ecliptica.